# Malveillance (nouvelle)
Pour l’article homonyme, voir Malveillance.
Malveillance est une nouvelle d’Anton Tchekhov, publiée en 1885.

## Historique
Malveillance est initialement publiée dans la revue russe Le Journal de Pétersbourg, no 200, du 24 juillet 1885, signée A.Tchékhonté. Elle est traduite aussi en français sous le titre Le Malfaiteur.

## Résumé
Le paysan Denis Grigoriev comparaît devant le juge d’instruction. Il a été pris en flagrant délit, il a volé un boulon du rail de la ligne de chemin de fer.
Le juge essaie de lui expliquer qu’en agissant de la sorte, il met en danger les passagers du train. Il rétorque que les gens de son village en ont l’habitude et « qu’on les dévisse pas tous », et surtout qu’il a grand besoin de ces écrous pour la pêche à la ligne.
Le juge, constatant l’inutilité de plus amples explications, l’envoie en prison. Denis ne comprend pas pourquoi.

## Critique
Le publiciste Leonid Obolenski écrit dans sa recension de la revue Richesse russe («Русское богатство») que la nouvelle Malveillance est à mettre au nombre des nouvelles de Tchekhov les plus réussies: « De tout petits traits, parfois en un seul mot, dessinent à la fois la vie et la situation si clairement que vous n'êtes qu'émerveillé par cette capacité - à rassembler tous les détails nécessaires, uniquement les plus nécessaires, en un tout petit point, et en même temps exciter votre sentiment et réveiller votre pensée. En fait, observez plus profondément ce juge et ce paysan, car ce sont deux mondes séparés d'une même vie ; les deux sont russes, tous deux par essence ne sont pas des gens méchants, mais les deux ne se comprennent pas. Pensez-y, et vous comprendrez à quel point le contenu est profond dans cette petite histoire, étalée sur deux pages et demie. » .
Dans son article, « Les écrivains de ces derniers temps » de la revue Le Messager de l'Europe, Constantin Arseniev caractérise cette nouvelle de la manière suivante: « Malveillance dépeint de manière extrêmement vivante un paysan devenu malfaiteur sans le savoir et sans le comprendre. ».
Léon Tolstoï comptait cette nouvelle dans la liste personnelle de ses œuvres préférées de Tchekhov: « Malveillance est une nouvelle excellente...Je l'ai relue une centaine de fois », remarque-t-il.

## Édition française
- Malveillance, traduit par Édouard Parayre, in Œuvres I, Paris, Éditions Gallimard, coll. « Bibliothèque de la Pléiade » no 197, 1968  (ISBN 978-2-07-0105-49-6).